# ホラント

ホラント（北ホラント州と南ホラント州）

ホラントの紋章。ホラント伯領時代から1840年まで使用。

ホラント (Holland) は、オランダ西部の地域である。
オランダの政治・経済・文化の中心地域であり、アムステルダム、ロッテルダム、ハーグなどの主要都市が位置する。
行政上は、北ホラント州と南ホラント州に分かれる。

## 地名
オランダ語の Holtland（森の地）、あるいは間違ってHolland（窪地）に由来する。
北ネーデルラント（オランダ）の中枢であることから、いくつかの言語ではオランダの別名となった。日本語の「オランダ」もその1つで、直接にはポルトガル語の Holanda に由来し、これはポルトガル語ではオランダの通称である。

## 歴史
この地域はかつてはフリースラントの一部だったが、10世紀ごろ、神聖ローマ帝国によりフリースラントから分離され、ホラント伯領 (Graafschap Holland) となった。記録に残る最初のホラント伯は、ティルク1世（在位 916年–939年）である。
1299年、ホラント伯家は断絶し、エノー伯がホラント伯を兼ねた。
1432年、ブルゴーニュ領ネーデルラントの一部となった。
1482年、ネーデルラント全域（現ベルギー、現ルクセンブルクを含む）が、オーストリアのハプスブルク家領となった。ホラント伯領は、ネーデルラント17州の1州となり、これ以後はホラント州と訳すこともある（原語は同じ）。
1581年、北ネーデルラントのホラントなど7州（ほぼ現オランダ）が、ネーデルラント連邦共和国として独立した。
1795年、フランス革命戦争によりネーデルラント連邦共和国は崩壊し、バタヴィア共和国が建国された。7州 (graafschap) は解体され、自治権を制限された8県 (departement) に再編された。ホラントは複数県に分割され、およそ、北ホラント（現北ホラント州）はアムステル県 (Departement van de Amstel) とテセル県 (Departement van Texel)、南ホラント（現南ホラント州）はデルフ県 (Departement van de Delf) とスヘルデ・エン・マース県 (Departement van de Schelde en Maas) の一部になった。
1802年、県が再編され、ホラント全体がホラント県 (Departement Holland) になった。
1806年、ナポレオンの弟ルイを王とするホラント王国が成立した。版図は（北）ネーデルラントだが、国名はホラントから採られている。
1807年、県がさらに再編され、およそ、北ホラントはアムステラント県 (Departement Amstelland)、南ホラントはマースラント県 (Departement Maasland) になった。
1810年、ホラント王国はフランス帝国に併合された。およそ、北ホラントはゾイデルゼー県 (Zuiderzee)、南ホラントはマース県 (Monden van de Maas) になった。
1815年、フランス帝国の崩壊により、ネーデルラント連合王国が独立回復した。ホラント全域が、州 (provincie) の1つのホラント州 (Holland) となった。ただし、州 (provincie) は、かつての州 (graafschap) のような、連邦国家の構成国としての自治権はない。
1840年、ホラント州は、北ホラント州と南ホラント州に分割された。